# Jean-Charles Moreux
Pour les articles homonymes, voir Moreux.
Jean-Charles Moreux, né le 13 juin 1889 à Mont-Saint-Vincent en Saône-et-Loire et mort le 7 juillet 1956 à Paris, est un architecte français ayant adopté un style d'un classicisme rigoureux et poétique.

## Biographie
Jean-Charles Moreux est diplômé de l'École des beaux-arts de Paris en 1922. Ami de Jean Lurçat, il travaille pour le couturier Jacques Doucet, le baron Robert de Rothschild et le vicomte Charles de Noailles.
En 1926, il rencontre Bolette Natanson, fille d'Alexandre Natanson ; le couple conçoit des objets décoratifs et des intérieurs raffinés. En 1930, ils ouvrent une galerie à Paris, baptisée Les Cadres. Bolette disparaît en 1936.

## Principales réalisations
- Saint-Cloud, maison Brugier, 1926-1927.
- Saint-Leu-la-Forêt, auditorium de Wanda Landowska, 1926-1927 (propriété privée).
- Paris, 3, avenue de Marigny, hôtel particulier du baron Robert de Rothschild, 1927-1928.
- Château de Maulny à Montbizot, (Sarthe), 1929-1930.
- Paris, villa Seurat, maison-atelier du sculpteur Robert Couturier, 1937-1938.
- Saint-Germain-en-Laye, La Thébaïde, hôtel particulier des frères Vera, (André Vera et Paul Vera), 1924[3].
- Paris, hôtel particulier de Bernard Reichenbach, rue Alfred-Dehodencq, 1930-1932. Détruit début juin 2009[4].
- Paris, 6, rue de Miromesnil, devanture du magasin de Colette, 1932[5]
- Paris, jardins des Gobelins (square René-Le Gall), 1936-1938.
- Paris, pavillon de la Martinique, île aux Cygnes, pour l'exposition internationale des arts et des techniques appliqués à la vie moderne, 1937.
- Paris, 1939-1940, 7, rue Bénard, maison-atelier M. Despierre et Mme Céria, par la suite Jacques Hérold.
- Le Caire, restaurant de plein air de l'hôtel Shepheard, 1947-1948.
- Londres, bibliothèque de l'Institut de France, Queensberry place, 1949-1950.
- Paris, musée du Louvre, aménagement de la salle Rubens, 1952-1953, détruit; cadres de style flamand dessinés par Emilio Terry.
- Paris, musée du Louvre, rotonde des Petits cabinets, 14 tableaux provenant du studiolo du duc Frederico da Montefeltre (1422-1482), 9 de Juste de Gand et 5 attribués à Pedro Berruguete, 1953 (aménagement détruit).
- Hambourg, église Saint-Anschaire et Saint-Bernard (en allemand : « Kleiner Michel »), terminé en 1955.